# Бластомер
Бластоме́ры — клетки эмбрионов животных на этапе дробления зиготы. Оплодотворенная яйцеклетка (зигота) делится на две дочерние клетки, называемые бластомерами. Каждый бластомер делится на два новых дочерних бластомера. У большинства животных первые деления эмбриональных клеток не сопровождаются их ростом — каждое новое поколение клеток приблизительно в два раза меньше по размеру. В результате таких делений количество клеток в зародыше увеличивается, но общий размер зародыша остается прежним. Этот этап развития эмбриона называется дроблением. На более поздних этапах развития клетки не называют бластомерами.

Амфибластула Calcarea

## Классификация бластомеров по размеру
В зависимости от типа дробления бластомеры зародыша могут различаться. При равномерном дроблении формируются бластомеры равного размера (например, у человека и прочих млекопитающих животных). При неравномерном дроблении формируются бластомеры разного размера. Иногда говорят о «микромерах» (бластомерах меньшего размера, образующихся на анимальном полюсе) и «макромерах» (бластомерах большего размера, образующихся на вегетативном полюсе). Хрестоматийный пример формирования микромеров и макромеров — дробление эмбриона земноводных, приводящее к формированию амфибластулы.

## Дифференциация ролей бластомеров
У животных с детерминированным развитием (например, у круглых червей) каждый бластомер в зародыше несет определённую роль в развитии, которая не может быть изменена, каждый бластомер совершает определённое количество делений, дает начало определённому количеству клеток, которые формируют определённые ткани и занимают определённое положение в организме. У животных с регуляционным развитием (например, у человека и иных млекопитающих) бластомеры на этапе дробления в определённой степени взаимозаменяемы, утрата части бластомеров не приводит к аномалиям развития, разделение эмбриона на этапе дробления на две группы бластомеров может приводить к появлению однояйцевых близнецов.

## Первые 72 часа после оплодотворения у человека (3 дробления)
В развитии человека первое деление зиготы (образование 2 бластомеров) происходит приблизительно через 26-30 часов после оплодотворения. Второе деление (образование 4 бластомеров) — через 36-42 часа после оплодотворения. Третье деление дробления (образование 8 бластомеров) — через 66-72 часа после оплодотворения. 

## Синхронное и асинхронное дробление
Бластомеры человека делятся не синхронно («асинхронное дробление»), поэтому на этапе дробления у зародыша человека можно наблюдать как чётное, так и нечётное количество бластомеров (в отличие от многих беспозвоночных животных с выраженным синхронным дроблением).

## Стадия морулы у человека

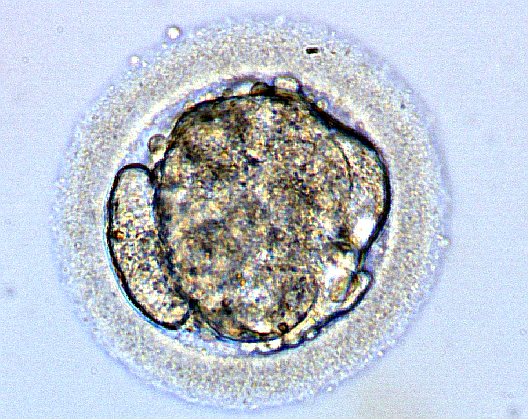
4-й день после зачатия

Часто в развитии человека выделяют так называемую стадию «морулы» (4-й день развития), которая предшествует формированию бластоцисты. Стадию морулы в развитии человека принято разделять на две подстадии — «некомпактная морула» и «компактная морула». Эмбрион на стадии некомпактной морулы представляет собой дробящийся зародыш, состоящий из 10-16 бластомеров. В отличие от бластомеров дробящегося зародыша, клетки компактной морулы образуют друг с другом клеточные контакты и формируют эпителиальную ткань.

## Стадия бластоцисты у человека
Эмбрион на стадии компактной морулы являет собой переход к стадии бластоцисты и насчитывает, как правило, от 12 до 30 клеток.
Этап дробления завершается формированием бластоцисты (~5-й день). К началу формирования бластоцисты эмбрион человека насчитывает по меньшей мере 20-30 клеток, которые уже не называются бластомерами.